# Безруких, Марьяна Михайловна
Марьяна Михайловна Безруких (род. 13 августа 1945 года) — советский и российский учёный-физиолог, психолог, доктор биологических наук, профессор, академик РАО (с 2004 года), лауреат Премии Президента РФ в области образования, директор Института возрастной физиологии Российской академии образования (с 1996 года).

## Биография
Окончила Туркменский государственный педагогический институт (1968).
В 1973 году поступила на работу в Институт возрастной физиологии и физического воспитания АПН СССР (ныне Институт возрастной физиологии РАО).
И кандидатскую (1974), и докторскую (1994) диссертации защитила по специальности «Физиология человека и животных» (03.00.13).
В 1996 году возглавила Институт возрастной физиологии РАО.
23 апреля 2004 года избрана действительным членом (академиком) Российской академии образования (Отделение психологии и возрастной физиологии).

### Руководства
- Развитие мозга и формирование познавательной деятельности ребенка / под ред. М. М. Безруких, Д. А. Фарбер. — М.: Изд-во Моск. психол.-соц. ин-та; Воронеж: МОДЭК, 2009. — 432 с. — ISBN 978-5-9770-0361-2, ISBN 978-5-89395-929-1. — Серия «Библиотека психолога».
- Физиология развития ребенка. Руководство по возрастной физиологии / под ред. М. М. Безруких, Д. А. Фарбер. — М.: Изд-во Моск. психол.-соц. ин-та; Воронеж: МОДЭК, 2010. — 768 с. — ISBN 978-5-9770-0358-2, ISBN 978-5-89395-925-3. — Серия «Библиотека психолога».

### Учебники
- Дубровинская Н. В., Фарбер Д. А., М. М. Безруких М. М. Психофизиология ребенка. Психофизиологические основы детской валеологии: учеб. пособие для вузов — М.: ВЛАДОС, 2000. — 144 с. — ISBN 5-691-00459-X.
- 2-е изд.: Безруких М. М., Дубровинская Н. В., Фарбер Д. А. Психофизиология ребенка: учеб. пособие / 2-е изд., доп. — М.: Изд-во Моск. психол.-соц. ин-та; Воронеж: МОДЭК, 2005. — 494 с. — ISBN 5-89502-661-3, ISBN 5-89395-635-4. — Серия «Библиотека психолога».
- М. М. Безруких, Т. А. Филиппова. Программа дошкольного образования «Ступеньки к школе» — М.: Дрофа. — Серия «Ступеньки к школе».